# Glaphyristis lithinopa
Glaphyristis lithinopa är en fjärilsart som beskrevs av Edward Meyrick 1917. Glaphyristis lithinopa ingår i släktet Glaphyristis och familjen fransmalar. Inga underarter finns listade i Catalogue of Life.